# Renault Major

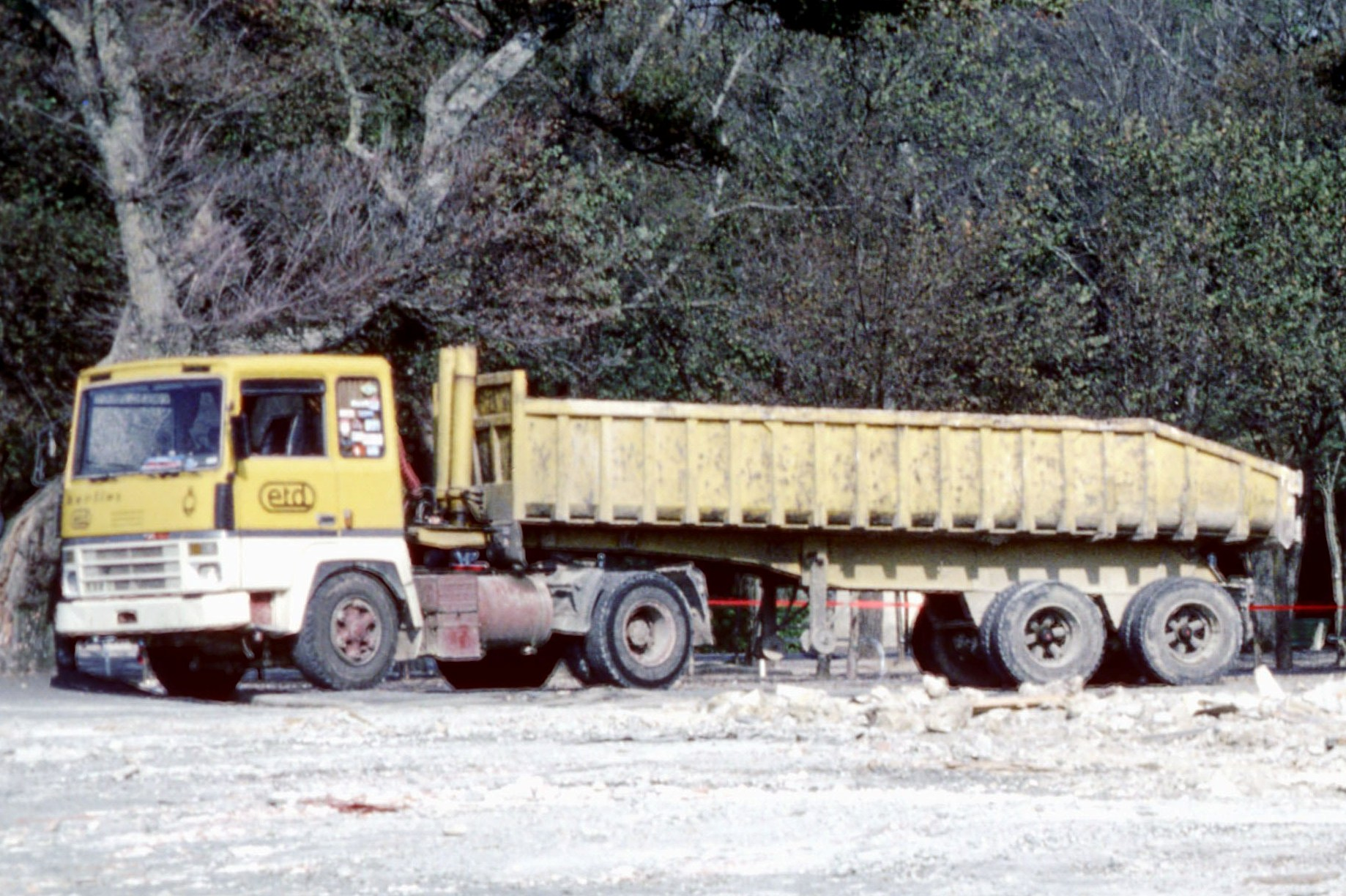
Berliet TR

Renault Major (до 1991 года Renault R) — семейство крупнотоннажных грузовых автомобилей, производимых компанией Renault Trucks с 1980 по 1996 год.

## История
Автомобили Renault Major выпускались на заводах в Лионе и являются преемниками модели Berliet TR (в 1978 году компания была выкуплена). В семейство входили модели R310, R340, R365 Turboliner и R390 Turboleade.

В 1980-е годы была добавлена модель R330 с задней подвеской Airtronic и R420T с дисковыми тормозами и антиблокировочной системой.

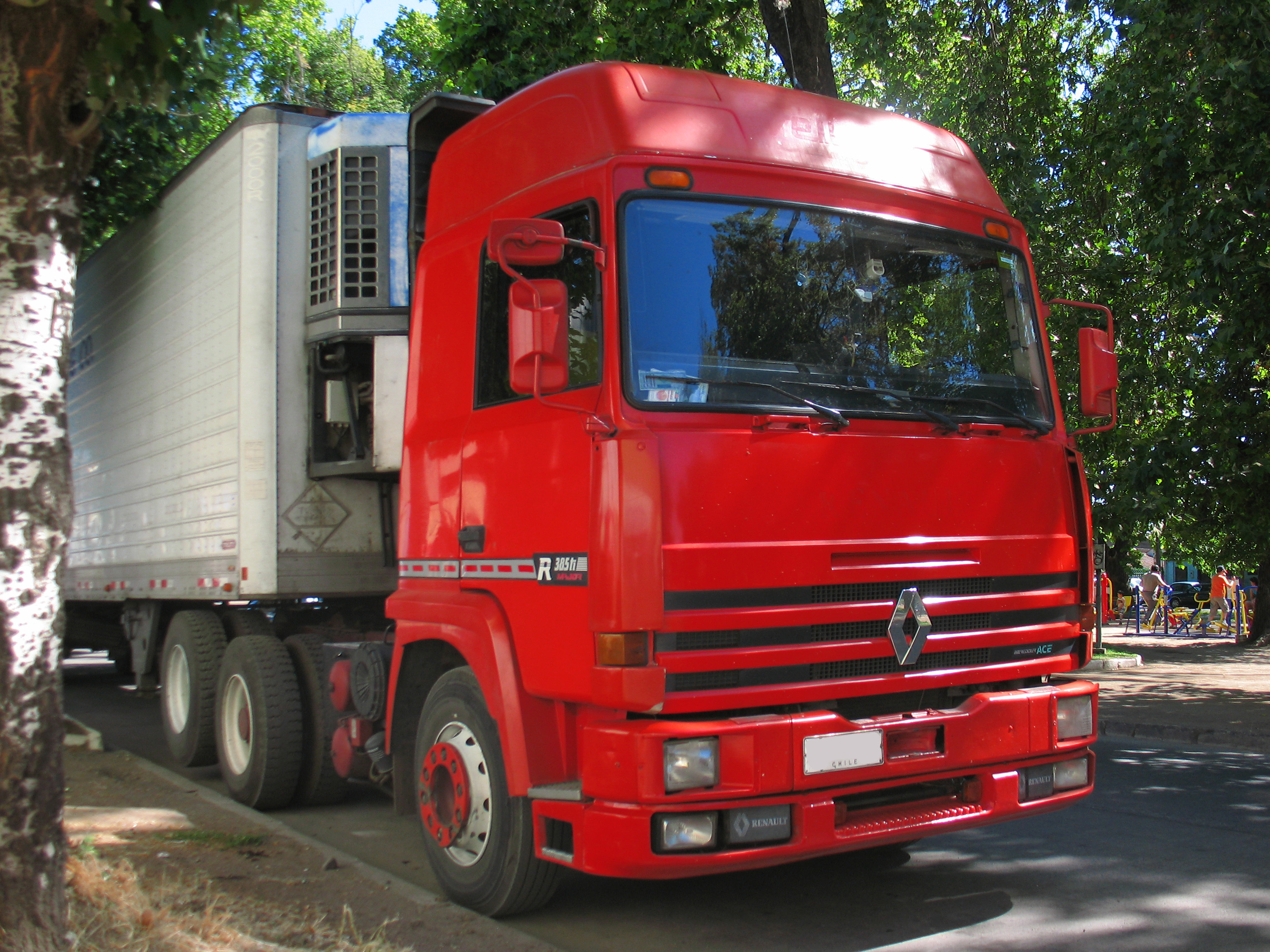
Renault R385TI Major со стекло-пластиковым спальным отсеком на крыше

В 1991 году название сменилось Renault Major.
В 1996 году на смену пришли модели Renault Premium и Renault Magnum.